# Тьяго Кіріно
Тьяго Курино (порт. Thiago Quirino da Silva, нар. 4 січня 1985, Белу-Оризонті) — бразильський футболіст, нападник клубу «Кагосіма Юнайтед».

## Клубна кар'єра
У дорослому футболі дебютував 2003 року виступами за команду «Атлетіко Мінейру», в якій провів три сезони, взявши участь у 65 матчах чемпіонату.
У січні 2006 року став гравцем шведського «Юргордена», за який провів три сезони, після чого наприкінці 2008 року відправився в японський «Консадолє Саппоро», з якого здавався в оренду в південнокорейський «Тегу».
В подальшому грав за ряд японських клубів, а також еміратський «Аль-Шааб» та бразильський «Анаполіс». З 2018 року став виступати за клуб «Кагосіма Юнайтед». Станом на 27 грудня 2018 року відіграв за команду з Кагосіми 26 матчів в національному чемпіонаті.

## Виступи за збірну
2005 року залучався до складу молодіжної збірної Бразилії і того ж року став з командою фіналістом юнацького чемпіонату Південної Америки та бронзовим призером молодіжного чемпіонату світу. Всього н молодіжному рівні зіграв у 12 офіційних матчах, забив 3 голи.